# Sirsi (ort i Indien, Karnataka)
Sirsi är en ort i Indien.   Den ligger i distriktet Uttar Kannada och delstaten Karnataka, i den sydvästra delen av landet, 1 600 km söder om huvudstaden New Delhi. Sirsi ligger 600 meter över havet och antalet invånare är 61 607.
Terrängen runt Sirsi är platt. Runt Sirsi är det ganska tätbefolkat, med 155 invånare per kvadratkilometer. Det finns inga andra samhällen i närheten. I omgivningarna runt Sirsi växer huvudsakligen savannskog.